# Marianela Núñez

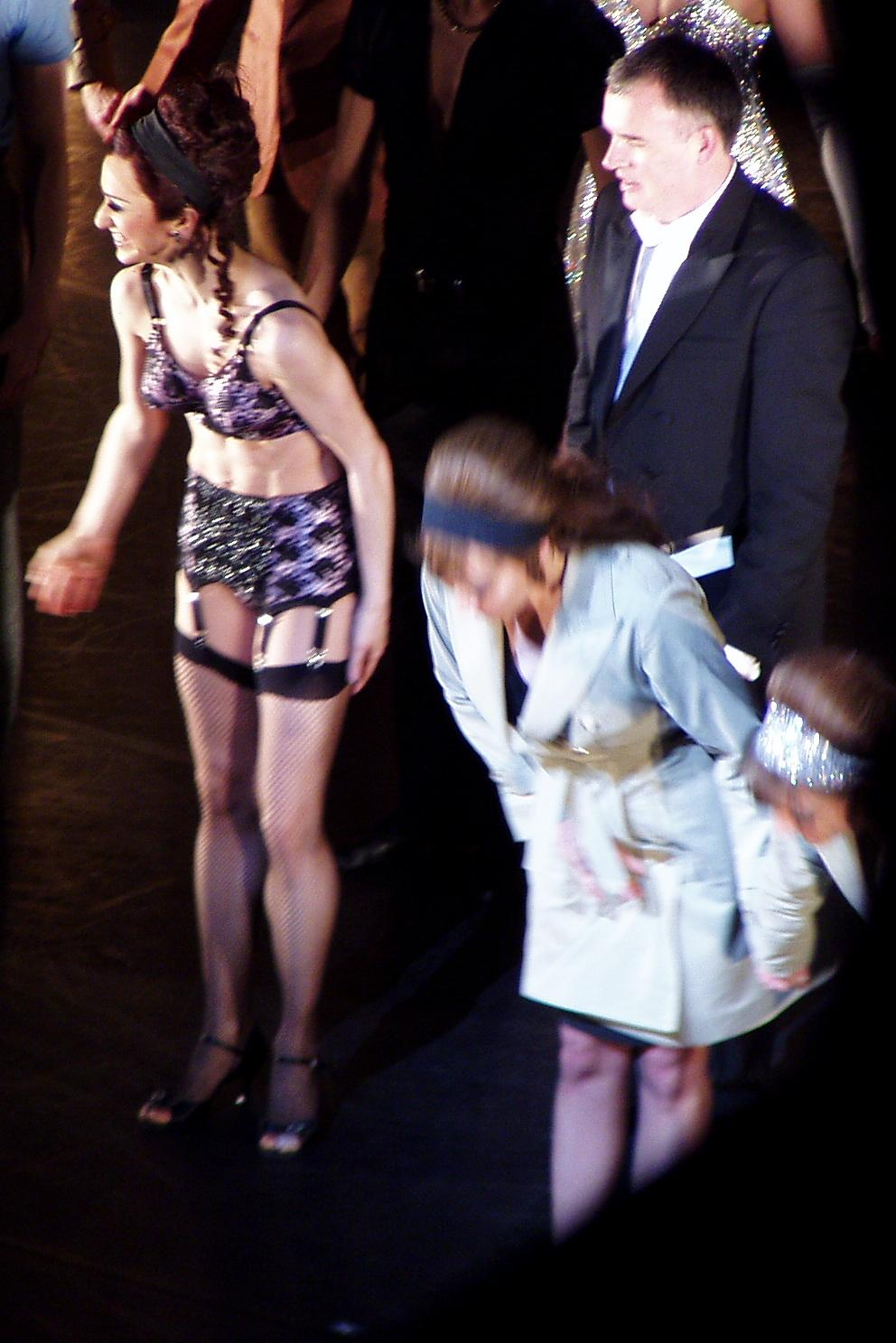
Marianela Núñez và Martha Wainwright trong Bảy tội lỗi chết người, Ba lê Hoàng gia, 2007

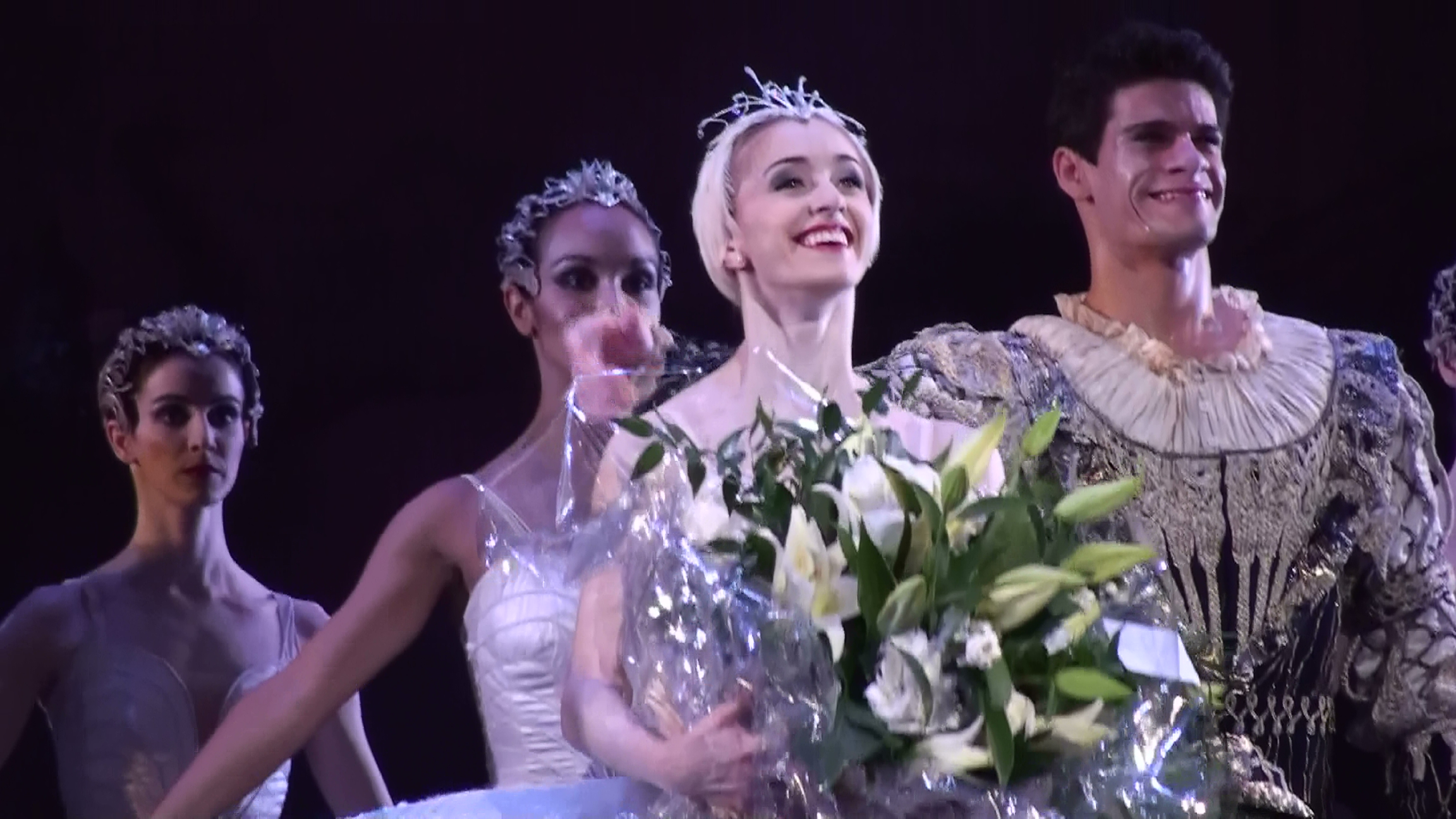
Marianela Núñez cùng với Thiago Soares thực hiện bài mở màn vở Hồ thiên nga, tại Lễ khai mạc Hoàng gia Ba lê mùa 2008

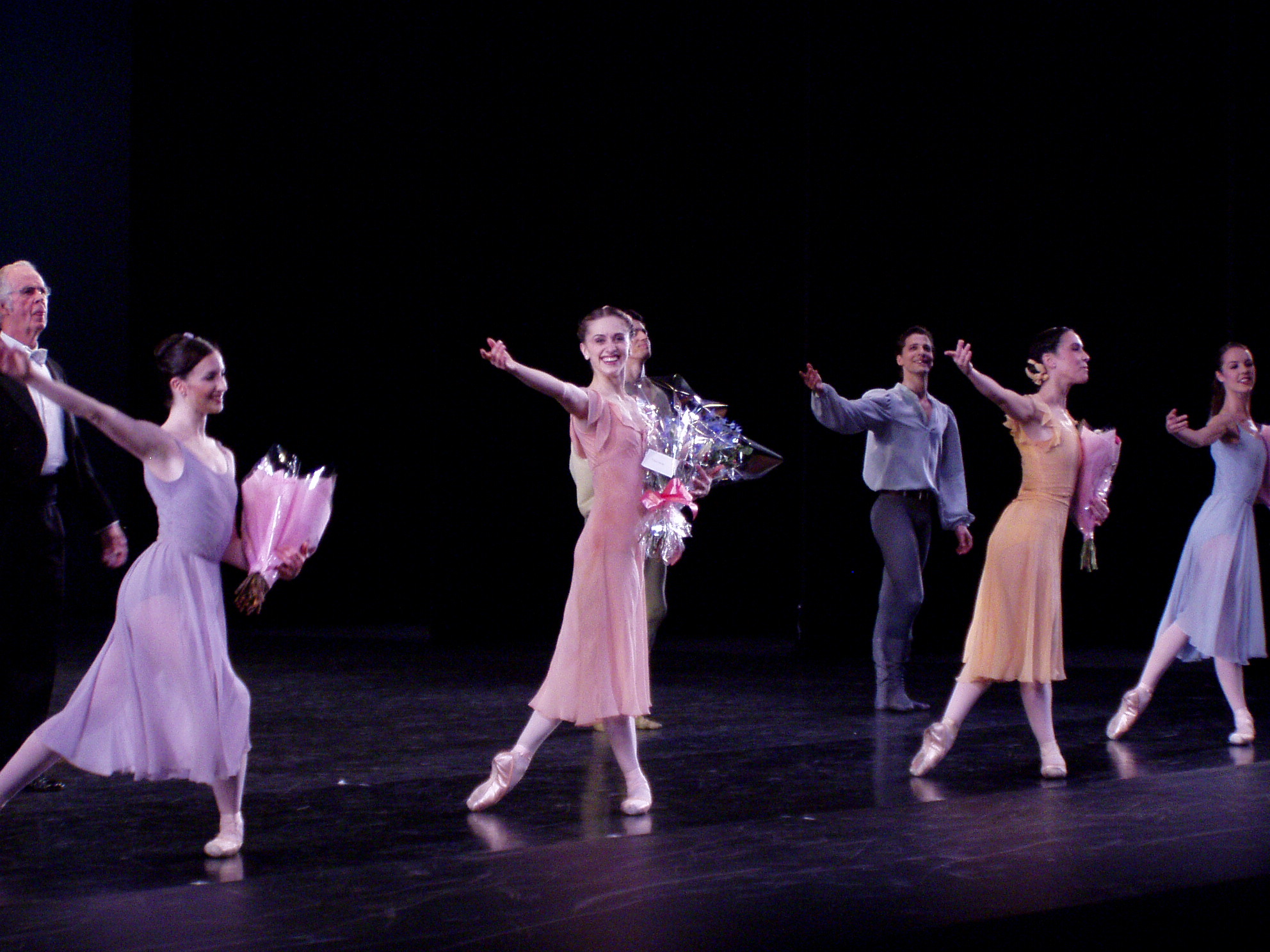
Ballerinas (LR) Lauren Cuthbertson, Marianela Núñez, Laura Morera và Samantha Raine trong vở Dances at a Gathering, Ba lê Hoàng gia, ngày 4 tháng 6 năm 2008

Marianela Núñez (sinh ngày 23 tháng 3 năm 1982) là một vũ công ba lê người Argentina. Cô là một vũ công chính của Ballet Hoàng gia, London.

## Tiểu sử
Núñez sinh ra ở San Martín, Argentina, vào ngày 23 tháng 3 năm 1982. Cô bắt đầu học nhảy từ năm ba tuổi và lúc 8 tuổi được nhận vào Học viện Superior de Arte của Teatro Colón ở Buenos Aires, nơi cô học cho đến khi được mời tham gia đoàn múa ba lê của Công ty vào năm 14 tuổi. Cô được chọn tham gia chuyến lưu diễn ở Argentina với tư cách là nghệ sĩ độc tấu với vở ballet Clasico de la Habana, Cuba. Năm 1997 Maximiliano Guerra đã chọn cô làm bạn nhảy của mình tại Uruguay, Tây Ban Nha, Ý và tại Liên hoan Ba lê Thế giới của Nhật Bản. Sau đó, cô được mời đi lưu diễn với công ty múa ba lê Teatro Colón ở châu Âu và Mỹ với tư cách là một nữ diễn viên ballet.
Vào tháng 9 năm 1997, cô tham gia khóa học sau đại học tại Trường múa ba lê Hoàng gia và vào cuối năm, đã đóng vai nữ chính trong vở Soirée Musicale của Kenneth MacMillan tại Gala sinh nhật lần thứ 100 của đạo diễn Nin Nin de de Valois cũng như vai trò tiêu đề trong Đạo luật Raymonda Màn độc tấu III và Bóng tối thứ ba tại La Bayadère tại buổi biểu diễn của Trường. Cô tham gia The Royal ballet vào đầu mùa giải 1998/99, 16 tuổi và được thăng chức thành nghệ sĩ solo đầu tiên vào năm 2001, và làm hiệu trưởng vào tháng 9/2002.

## Sự nghiệp
Kể từ khi gia nhập công ty cô đã đóng các vai khiêu vũ trong các vở diễn của Kenneth MacMillan như Concerto, Romeo và Juliet, vai Mitzi Caspar và công chúa Louise trong Mayerling, Elite Syncopations, Mistress Lescaut trong Manon, Cô bé Lọ Lem của Frederick Ashton, La fille mal gardée, Monotones I, Les Rendezvous, Dante Sonata, La Valse, Ondine, Daphni và Chloë, Isabel Fitton trong Enigma Variations, vai chính trong Allice's Adventures in Wonderland, Ballo della Regina, vai công chúa Belle Rose trong The Prince of the Pagodas và Birthday Offer.
Cựu nghệ sĩ độc tấu ba lê của thành phố New York Elyse Borne đã giúp Núñez và cộng sự Thiago Soares chuẩn bị cho vở Diamonds, phần thứ ba của vở ba lê Jewels đầy đủ của Balanchine.
Các vai trò khác bao gồm Pas de trois trong sản xuất Raymonda Act III của Rudolf Nureyev, Les Bíches của Nijinska, một nữ thần trong Nijinsky, s L'prés-Midi D'un Faune, Swanilda và Aurora trong vở Coppélia của Ninette de Valois, Black Queen trong Checkmate, Myrtha và Pas de six trong Giselle của Peter Wright, Pas de deux trong vở Diana và Acteon Petipa tại White Night Gala (tháng 7 năm 2000), Odette/Odile trong tác phẩm Swan Lake của Dowell, the Sugar Plum Fairy trong vở The Nutcracker của Sir Peter Wright, This House Will Burn của Ashley Page, Pas de trois trong vở Agon của Balanchine, Kitri trong vở Don Quixote của Nureyev, Olga trong Onegin của John Cranko, cặp đôi vũ công chính với Inaki Urlezaga trong Beyond Bach của Stephen Bayne, Những Lá đang mờ dần của Antony Tudor, Nikiya và Gamzatti trong La Bayadere của Natalia Makarova, tiên nữ, Lilac Fairy và Aurora trong vở The Sleeping Beauty, Por Vos Muero của Nacho Duato, In the middle, somewhat elevated của William Forsythe, Sinfonietta của Jiří Kylian, L'Hiver trong vở Les Saisons của David Bintley, Polyhimnia trong vở Apollo của Balanchine, Pas de deux của Tchaikovsky và Choleric trong The Four Temperaments, Lilac Fairy và Aurora trong vở The Sleeping Beauty của Monica Mason và Christopher Newton, Nữ hoàng lửa trong biến thể lửa Homage to the Queen của Christopher Wheeldon, cô gái độc tấu trong Tanglewood của Alastair Marriott, Tình nguyện viên của Glen Tetley và tác phẩm Napoli của Johan Kobborg. Năm 2018, Núñez đã được chọn để làm vũ công chính trong sản phẩm mới Hồ thiên nga của Ba lê Hoàng gia, do Liam Scarlett làm đạo diễn.

## Giải thưởng
- 2013: Giải thưởng Laurence Olivier cho thành tích xuất sắc trong khiêu vũ
- 2015: Đề cử giải Prix Benois de la Danse (cho Biến thể Giao hưởng)
- 2015: Giải thưởng Nhà hát của các nhà phê bình bình chọn; được đề cử Nữ vũ công xuất sắc nhất
- 2018: Nhà hát Opera Hoàng gia kỷ niệm 20 năm